# Mohamed Akotey
Mohamed Akotey ist ein Politiker im Niger. Er ist ein prominenter Tuareg des Ifoghas-Stammes. Er wurde um 1967 geboren.

## Leben
Akotey stammt aus dem Dorf Tidène, nördlich von Agadez. Er studierte Geographie in Niamey, bevor er in den 1990er Jahren sein Land verließ, um in Frankreich an der Sorbonne Archäologie zu studieren.
Am 15. Dezember 1995 starb sein Onkel Mano Dayak, eine symbolträchtige Figur des 1991 ausgebrochenen Tuareg-Aufstands, bei einem Flugzeugabsturz. Auf Druck seiner Familie übernahm Akotey die Führung der Coordination of Armed Resistance (CRA), eines Zusammenschluss’ von Rebellengruppen unter Führung der CRA. Er ist Mitglied der Témoust-Befreiungsfront (Front de libération Temoust, FLT) Anders als sein Onkel beteiligte er sich jedoch am Prozess der „endgültigen Friedensabkommen“ (accords de paix définitive). Es gelang ihm auch, den Führungsstreit mit Rhissa Ag Boula, der zu einem Rivalen von Mano Dayak in der Touareg-Gemeinschaft geworden war, beizulegen.
Zehn Jahre später, im Jahr 2007, wurde er von Präsident Mamadou Tandja zum Minister für Umwelt und Wüstenbekämpfung ernannt.
Im Jahr 2008 trat er von seinem Ministerposten zurück, um Vorstandsvorsitzender der Imouraren S. A. zu werden, einem nigrischen Unternehmen, das mehrheitlich dem Atomkonzern Orano (damals Areva) gehört und zur Ausbeutung des Uran-Tagebau Imouraren gegründet wurde.
Salou Djibo betraute ihn offiziell mit der Rolle des Vermittlers für die Freilassung der Geiseln von Arlit, die am 16. September 2010 entführt worden waren. Die Rolle übernahm er auch unter dem im April 2011 neu gewählten Präsidenten, Mahamadou Issoufou. Er spielte eine entscheidende Rolle bei der Freilassung am 27. Oktober 2013 im Kontakt mit den Dschihadisten unter Ibrahim Ag Inawalen.
Nach der Befreiung der Geiseln von Arlit wurde Akotey mit den Verhandlungen über die Freilassung von Serge Lazarevic betraut, der am 24. November 2011 in Mali entführt worden war.